# فرد کمپل (بازیکن فوتبال اهل انگلستان)
فرد کمپل (انگلیسی: Fred Campbell؛ زادهٔ) بازیکن فوتبال اهل بریتانیا است.
از باشگاه‌هایی که در آن بازی کرده‌است می‌توان به باشگاه فوتبال کویینز پارک رنجرز و باشگاه فوتبال برنلی اشاره کرد.